# ネルソン島

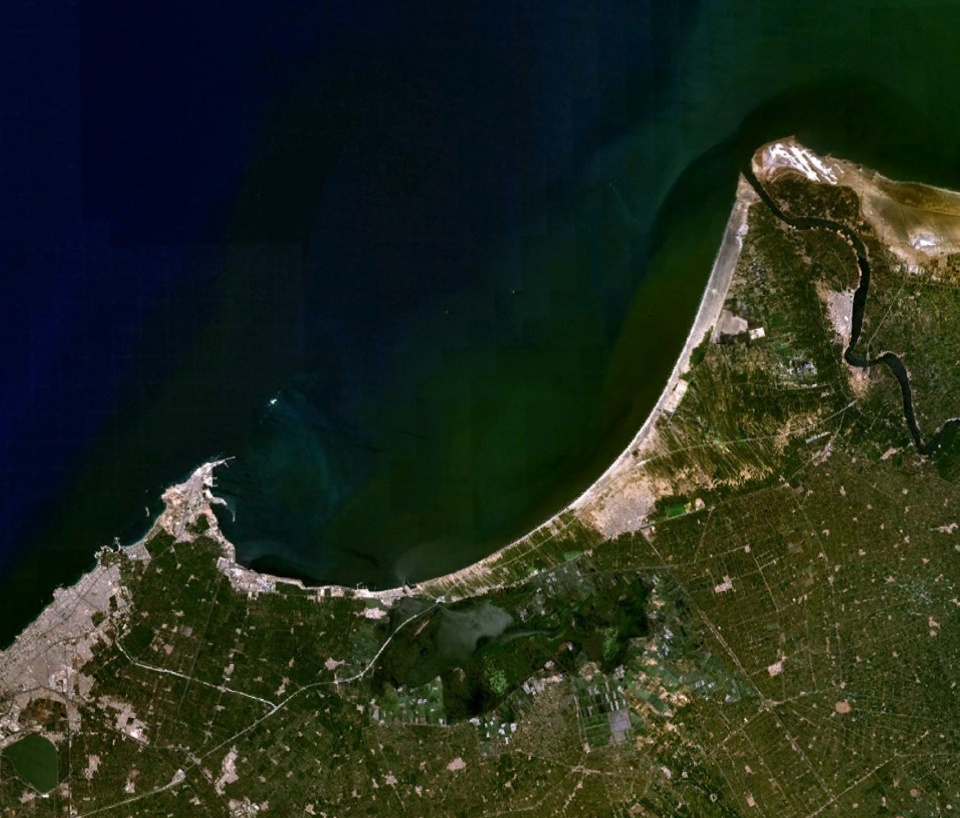
アブキール湾とネルソン島（左の岬の先）

ネルソン島（ネルソンとう、英：Nelson's Island）は、エジプトのアブキール湾、アレクサンドリア沖にある島である。ピクニックとレクリエーションの場所として住民に親しまれているほか、ナポレオン戦争当時からの一群のイギリス人墓地があることでも知られる。島の名はイギリスの提督ホレーショ・ネルソンに拠るものである。

## イギリス人墓地
イタリアの考古学者パオロ・ギャロ博士は、2000年にこの島でたくさんの墓を発見した。イギリスの歴史家ニック・スロープと協力して行った発掘と研究により、この墓地が1798年のナイルの海戦と、1801年に起きた陸戦に由来するものであると確認された。イギリスの士官、水兵、海兵隊員、それに女性と子供たちの遺骸が発掘された。
2005年4月18日、島から回収されたイギリス海軍将兵30人の遺骸は、アレクサンドリアのChatby 英連邦戦没者墓地（Chatby Commonwealth War Cemetery）に改葬された。遺骸のうち1体はジェームズ・ラッセル海尉艦長のものであることが特定された。遺骸の収容には、当時の駐エジプト英大使デリク・プランビー（KCMG）、アレクサンドリア総領事アラン・コブデン、アレクサンドリア市長アブドル・サラム・エル・マフグブ将軍、イギリス軍艦「チャタム」の乗組員およびラッセル艦長の子孫が立ち会った。

## 資料
- Smith, Tannalee. 『改葬されたイギリス艦隊の30人（30 Members of British Fleet Reburied）』 Associated Press, April 18, 2005.
- 『ネルソンの仲間たちの改葬（Reburial for Nelson's comrades）』 - BBC